# Tots els nostres ahirs
"Tots els nostres ahirs" (títol original en anglès "All Our Yesterdays") és el vint-i-tresè i penúltim episodi de la tercera temporada de la sèrie de televisió de ciència-ficció estatunidenca Star Trek. Escrit per Jean Lisette Aroeste i dirigit per Marvin J. Chomsky, es va emetre per primera vegada el 14 de març de 1969.
A l'episodi, el capità Kirk, Spock i Dr. McCoy estan atrapats en dos períodes del passat d'un altre planeta.
És protagonitzada per Mariette Hartley com a Zarabeth i Ian Wolfe com el Sr. Atoz.

## Argument
La nau estel·lar de la Federació Enterprise arriba a Sarpeidon, l'estrella del qual aviat es convertirà en nova. Kirk, Dr. McCoy i Spock es transporten i es troben amb un resident, un bibliotecari anomenat Mr. Atoz. Conscient de la destrucció imminent, l'Atoz diu al grup de desembarcament que aviat s'unirà a la seva família. Atoz els mostra l'Atavachron, un portal del temps. En escoltar una dona cridar, en Kirk corre pel portal, seguit per McCoy i Spock.
Kirk es troba en un període similar a l'Anglaterra del segle XVII mentre McCoy i Spock viatgen 5.000 anys enrere a l'era glacial de Sarpeidon. No poden localitzar el portal, però poden parlar entre ells. Spock conjectura que els Sarpeidons van escapar al seu passat.
La dona que va cridar és una lladre. Els policies que la arresten escolten Kirk parlant amb els seus amics i sospiten que és un bruixot. A la presó, Kirk esmenta l'Atavachron al fiscal. El fiscal també és del futur, però explica que tornar seria fatal; la preparació del viatge en el temps canvia la biologia del viatger. Com que Kirk no estava preparat, no pot sobreviure més d'unes poques hores. El fiscal porta Kirk al portal.
McCoy i Spock són salvats per Zarabeth, una dona que els porta a una cova. Spock mostra un emocionalisme poc característic, s'enamora de Zarabeth i s'enfada per les insults de McCoy. Zarabeth també és del futur de Sarpeidon, però va ser desterrada a aquesta època, en la qual és l'única humanoide. Afirma que l'Atavachron és un viatge d'anada. Spock ho accepta, però McCoy acusa a Zarabeth de mentir, perquè està desesperada per no ser abandonada. McCoy s'adona que ser portat al passat està fent que Spock torni a la barbàrie dels antics vulcanians. En adonar-se de l'emotivitat del seu comportament, Spock li pregunta de nou a Zarabeth pel portal. Admet que no sap com els afectarà un viatge de tornada.
Tot i que en Kirk explica que no són de Sarpeidon, l'Atoz intenta obligar-lo a tornar al portal. Kirk domina Atoz i l'obliga a trobar McCoy i Spock. Kirk finalment és capaç de parlar amb ells. No volent deixar la Zarabeth, i sense saber que morirà si roman en el passat, Spock intenta enviar en McCoy a través del portal sol. Tanmateix, com que McCoy i Spock van passar pel portal junts, cap dels dos pot tornar sense l'altre. Al seu retorn, l'Atoz s'esmuny pel portal. Spock torna al seu jo normal, i són enviats de tornada a l' Enterprise. Quan la nau abandona el sistema, l'estrella es torna nova i Sarpeidon és destruït.

## Doblatge al català
L’episodi va ser doblat al català pels estudis Tecni-3 (primera part) i Diálogo (segona part) i emés a TV3 l’any 1989.
| Personatge                | Actor/actriu      | Veu en català                      |
| ------------------------- | ----------------- | ---------------------------------- |
| James T. Kirk             | William Shatner   | Jordi Boixaderas                   |
| Spock                     | Leonard Nimoy     | Isidre Sola i Llop                 |
| Leonard McCoy             | DeForest Kelley   | Eduard Lluís Muntada               |
| Montgomery Scott 'Scotty' | James Doohan      | Joan Carles Gustems Domènec Farell |
| Nyota Uhura               | Nichelle Nichols  | Glòria Roig Azucena Díaz           |
| Atoz                      | Ian Wolfe         | Carles Velat                       |
| Zarabeth                  | Mariette Hartley  | Teresa Soler                       |
| Fiscal                    | Kermit Murdock    | Francisco Garriga                  |
| Primer Noble              | Ed Bakey          | Toni Moreno                        |
| Segon Noble               | Albert Cavens     | Joaquim Díaz                       |
| Agutzil                   | Johny Haymer      | Enric Arquimbau                    |
| Dona                      | Anna Karen Morrow | Anna Frigola                       |
| Carceller                 | Stan Barrett      | Joaquim Díaz                       |

## Producció
L'episodi va tenir els seus orígens a l'esquema de la història de Jean Lisette Aroeste A Handful of Dust.  Aroesete era un fan de Star Trek sense crèdits d'escriptor anteriors.
El seu títol és extret del soliloqui "Demà i demà i demà" pel personatge del títol a Macbeth.

## Recepció
El 2015, SyFy va classificar aquest episodi com un dels deu episodis de essencials de Spock de la sèrie original de Star Trek.
El 2016, The Hollywood Reporter va classificar "Tots els nostres ahirs" com el 39è millor episodi de tots els episodis de "Star Trek".
El 2016, SyFy va classificar "Tots els nostres ahirs" com la 12a millor trama de viatges en el temps de tots els episodis de la franquícia Star Trek. Apunten que l'episodi va oferir una nova perspectiva sobre els viatges en el temps explorant el passat d'un món alienígena, com així com una interessant exploració dels personatges Kirk, Spock i McCoy.
Una guia de marató de sèries de Star Trek del 2018 de Den of Geek va recomanar aquest episodi perquè presentava el trio de personatges Kirk, Spock i Bones de la sèrie original.
El 2019, Nerdist News va incloure aquest episodi a la seva guia d'observació de maratons "Best of Spock".. ambé el van classificar com el desè millor episodi de viatges en el temps dels 53 anys de la franquícia. Observen aquest episodi per presentar els viatges de Spock a una antiga edat de gel d'un món alienígena, i en aquell moment les seves emocions són provocades per una dona i els efectes del viatge en el temps. A la sèrie, van remarcar que normalment el personatge no té gaire emoció, de manera que veure que el personatge tracta les emocions proporciona un canvi de ritme per la presentació del personatge.

## Seqüeles
L'autora Ann C. Crispin va escriure dues seqüeles de novel·les no canòniques d'aquest episodi, titulades Yesterday's Son, i Time for Yesterday.

## Llançaments
"Tots els nostres ahirs" i "La cortina salvatge" es van publicar a LaserDisc als Estats Units el 1985.
Aquest episodi es va publicar al Japó el 21 de desembre de 1993 com a part del conjunt complet de LaserDisc de la temporada 3, Star Trek: Original Series log.3. També es va incloure un tràiler d'aquest i dels altres episodis, i l'episodi tenia pistes d'àudio en anglès i japonès. El títol de la portada era スター・トレック TVサードシーズン.
Aquest episodi es va incloure a la caixa de DVD remasteritzada de la temporada 3 de TOS, amb la versió remasteritzada d'aquest episodi.